# François d'Harcourt (1835)
François d'Harcourt, 9e duc d'Harcourt, né le 21 juin 1835 à Paris, où il est mort le 4 novembre 1895, est un homme politique français.

## Biographie
Fils d'Henri-Marie-Nicolas, marquis d'Harcourt (1808-1846), et de Césarine-Slanie de Choiseul-Praslin (1807-1843), Charles-François-Marie d'Harcourt naît à Paris le 26 juin 1835. Il est encore enfant lorsque ses parents meurent.
En novembre 1853, il est admis à Saint-Cyr, dont il sort en 1855, pour servir comme officier d'ordonnance du général de Mac Mahon pendant la guerre de Crimée. Il sert au siège de Sébastopol et à la bataille de Magenta, après laquelle il reçoit la croix de chevalier de la Légion d'honneur.
Il sert ensuite en Algérie puis à la campagne d'Italie et démissionne de l'armée en 1862, époque de son mariage.
En 1865, à la mort de son grand-père, Eugène d'Harcourt, 8e duc d'Harcourt, député, pair de France, ambassadeur de France, il devient le 9e duc d'Harcourt et succède aussi à son grand-père comme propriétaire du château familial de Thury-Harcourt (Calvados).
En août 1870, il reprend du service, mais est fait prisonnier, au début du mois de septembre, à la bataille de Sedan, puis détenu en Allemagne jusqu'en février 1871.
Le 8 février 1871, il est élu représentant du département du Calvados à l'Assemblée Nationale, où il siège au centre-droit, soutenant les différents ministères monarchistes et s'intéressant particulièrement aux questions touchant à l'organisation de l'armée. 
En 1876, il est largement réélu député du Calvados et siège à l'assemblée jusqu'en 1881.
En 1877, il est promu officier de la Légion d'honneur.
L'Égypte et les égyptiens, qu'il publie à Paris, chez Plon, en 1893, provoque la réaction de Qasîm Amîn (Les Égyptiens : réponse à M. le duc d'Harcourt (Le Caire, Jules Barbier, 1894).
Il meurt à Paris, dans le 7e arrondissement, le 4 novembre 1895.

### Distinctions
- Officier de la Légion d'honneur (9 aout 1877)[1]

### Mariage et descendance
Le 9e duc d'Harcourt épouse à Paris, dans le 8e arrondissement, les 26 et 27 mai 1862, la comtesse Marie de Mercy-Argenteau (1843-1916), fille de Charles, comte de Mercy-Argenteau, chambellan du roi des Pays-Bas, et d'Adélaïde, baronne de Brienen. De ce mariage naquirent deux fils :
- Henri d'Harcourt (1864-1908), 10e duc d'Harcourt après son père, en 1895, saint-cyrien, officier, puis conseiller général du Calvados. Il épouse en 1892 Marie de La Rochefoucauld-Doudeauville (1871-1952), fille de Sosthène II de La Rochefoucauld, duc de Doudeauville, duc de Bisaccia, député de la Sarthe, président du conseil général de la Sarthe, président du Jockey Club, et de Marie, princesse de Ligne. Ils eurent trois enfants : Lydie (marquise de Pomereu), Élisabeth (comtesse de Jumilhac) et François-Charles d'Harcourt, 11e duc d'Harcourt, député du Calvados.
- Charles, comte d'Harcourt (1870-1956), saint-cyrien, officier, conseiller général du Calvados après son frère, député (1919-1924), puis sénateur (1925-1940) du Calvados. il épouse en 1896 Henriette, princesse de Beauvau-Craon (1876-1931), fille de Marc, prince de Beauvau-Craon, député de la Sarthe, et de Marie Catherine Augustine d'Aubusson. Ils eurent deux filles : Françoise d'Harcourt (1901-1908) et Marie-Louise d'Harcourt (1911-1985), comtesse de Tocqueville.

## Publications
- Quelques réflexions sur les lois sociales, Paris, Firmin-Didot, 1886, in 8°, IV-281 pages ;
- L'Égypte et les égyptiens, Paris, E. Plon, Nourrit et Cie, 1893, XI-305 pages.

## Pour approfondir

### Pages connexes
- Maison d'Harcourt
- Liste des seigneurs d'Harcourt
- Château de Thury-Harcourt
- Elections législatives de 1876 dans le Calvados

### Sources
1. ↑  « Recherche - Base de données Léonore », sur www.leonore.archives-nationales.culture.gouv.fr (consulté le 8 novembre 2023)

- « François d'Harcourt (1835) », dans Adolphe Robert et Gaston Cougny, Dictionnaire des parlementaires français, Edgar Bourloton, 1889-1891 [détail de l’édition]
- « François d'Harcourt (1835) », dans le Dictionnaire des parlementaires français (1889-1940), sous la direction de Jean Jolly, PUF, 1960 [détail de l’édition]